# Midland M16
Midland M16 (tudi znan kot Spyker M16) je Midlandov dirkalnik Formule 1 za sezono 2006, s katerim sta dirkala Tiago Monteiro in Christijan Albers. Lastnik Alex Shnaider je moštvo sredi sezone prodal koncernu Spyker Cars, zato je bilo od takrat naprej moštvo imenovano Spyker MF1 Racing. 
Dirkalnik se je izkazal za rahel napredek od predhodnika Jordan EJ15, toda ne dovolj za uvrstitev med dobitnike točk. Temu dosežku se je najbolj približal Monteiro z devetim mestom na dirki za Veliko nagrado Madžarske, edino drugo uvrstitev med prvo deseterico pa je dosegel Albers z desetim mestom na isti dirki. Moštvo je končalo na predzadnjem, desetem mestu v kontruktorskem prvenstvu, prehiteli so le moštvo Super Aguri, ki prav tako ni osvojilo prvenstvenih točk, zato je bilo deveto mesto Monteira za vrstni red obeh moštev odločilno.

## Popolni rezultati Formule 1
(legenda)
| Leto | Moštvo | Motor     | Gume | Dirkača           | 1   | 2   | 3   | 4   | 5  | 6   | 7   | 8  | 9   | 10  | 11  | 12  | 13  | 14  | 15   | 16   | 17   | 18  | Toč | Prv |
| ---- | ------ | --------- | ---- | ----------------- | --- | --- | --- | --- | -- | --- | --- | -- | --- | --- | --- | --- | --- | --- | ---- | ---- | ---- | --- | --- | --- |
| 2006 | MF1    | Toyota V8 | B    |                   | BAH | MAL | AVS | SMR | EU | ŠPA | MON | VB | KAN | ZDA | FRA | NEM | MAD | TUR | ITA  | KIT  | JAP  | BRA | 0   | 10. |
| 2006 | MF1    | Toyota V8 | B    | Tiago Monteiro    | 17  | 13  | Ret | 16  | 12 | 16  | 15  | 16 | 14  | Ret | Ret | DSQ | 9   | Ret | Ret* | Ret* | 16*  | 15* | 0   | 10. |
| 2006 | MF1    | Toyota V8 | B    | Christijan Albers | Ret | 12  | 11  | Ret | 13 | Ret | 12  | 15 | Ret | Ret | 15  | DSQ | 10  | Ret | 17*  | 15*  | Ret* | 14* | 0   | 10. |

* kot Spyker MF1 Racing